# Pseudomys occidentalis
Pseudomys occidentalis is een knaagdier uit het geslacht Pseudomys dat voorkomt in Australië. Zijn verspreidingsgebied beslaat het zuidwesten van West-Australië; in het grootste deel van zijn oorspronkelijke verspreidingsgebied is hij inmiddels uitgestorven. In de overgebleven delen leeft hij in dichte struikgebieden.
Deze muis heeft een stompe neus en een lange staart. De rug is donkergrijs, de onderkant wit of lichtgrijs, met een geleidelijke overgang. De staart is van boven grijs en van onderen wit, met een donkere borstel op de punt. De oren zijn grijsachtig. De kop-romplengte bedraagt 88 tot 110 mm, de staartlengte 120 tot 140 mm, de achtervoetlengte 24 tot 28 mm, de oorlengte 18 tot 20 mm en het gewicht 30 tot 55 gram. Vrouwtjes hebben 0+2=4 spenen.
De soort is 's nachts actief en leeft in holen. Hij eet zaden, wortels, bloemen, fruit en geleedpotigen. Het dier kan in lage struiken klimmen.